# Torres (Trancoso)
Torres ist ein Ort und eine ehemalige Gemeinde (Freguesia) im portugiesischen Kreis Trancoso. Die Gemeinde hatte 137 Einwohner (Stand 30. Juni 2011).
Am 29. September 2013 wurden die Gemeinden Torres und Freches zur neuen Gemeinde União das Freguesias de Freches e Torres zusammengeschlossen.